# Mondsee (lago)
Il Mondsee è un lago situato in Austria nella regione dell'Alta Austria, nella zona del Salzkammergut. Tra le località che vi si affacciano ci sono: Mondsee, Innerschwand, Unterach e Sankt Lorenz. Sulla sponda sud del lago si trova la montagna del Drachenwand.

## La leggenda della luna sul lago
C'era una volta un verde e profondo lago, circondato da coloriti prati e dense foreste, che si stendeva accanto a un'altissima montagna che chiamavano “Schafberg”, perché lì pascolavano sempre le pecore. Alla riva del lago c'era un grandissimo e incantevole castello, dove da molto tempo regnava un re molto saggio. Il re aveva una figlia unica che amava molto. La fanciulla era così bella che tutti volevano prenderla come sposa. Un giorno un mostruoso orco si avvicinò al castello per rapire la ragazza; a questo punto, il re che era molto preoccupato per la figlia chiese aiuto alla luna. La ragazza, che si era subito chiusa nelle camere più nascoste del castello, vide da una finestra lo splendore della luna che le indicava una strada che portava alle profondità dell'acqua. Il mostro provò a tuffarsi nel lago per prendere la ragazza, ma non c'era niente da fare, la superficie si era tutta gelata. Un giovanissimo principe riuscì poi con furbizia a salvare finalmente la bella dal lago.